# کیوتو فوروشیما
کیوتو فوروشیما (انگلیسی: Kiyoto Furushima؛ زادهٔ ۳ آوریل ۱۹۶۸) بازیکن فوتبال اهل ژاپن است.
از باشگاه‌هایی که در آن بازی کرده‌است می‌توان به باشگاه فوتبال آویسپا فوکوئوکا اشاره کرد.